# Змеиный укус

Карта, показывающая примерное глобальное распределение змей

Змеи́ный уку́с — это травма в виде колотой раны, вызванная укусом змеи, в том числе ядовитой. В случае ядовитой змеи яд вводится в тело жертвы очень быстро в момент укуса путём инъекции с использованием змеёй своих полых или рифленых клыков (первые для струйного, вторые для капельного введения). У некоторых ядовитых змей клыки плохо развиты или находятся глубоко в глотке, что делает их несколько безопаснее для человека.
Признаком укуса змеи является наличие двух колотых ран от клыков животного на теле человека. Признаками укуса ядовитой змеи и осуществления ею инъекции яда являются: немедленная сильная боль в месте укуса; длительное кровотечение из раны; покраснение, отёк и образование волдырей вокруг места укуса. Также при ядовитом укусе может возникнуть рвота, помутнение зрения, затруднение дыхания и сердцебиения; онемение или покалывание в поражённой части тела; потливость. После укуса могут проявиться симптомы слабости, апатии, страха. Яд может вызвать внутреннее кровотечение, почечную недостаточность, сильную аллергическую реакцию, гибель тканей вокруг места укуса. Укусы змей могут привести к потере конечности или другим необратимым последствиям, вплоть до фатальных. Результат укуса зависит от вида змеи, количества введенного яда, расположения места укуса на теле жертвы, массы тела и общего состояния здоровья укушенного человека. Проблемы часто являются более серьёзными у детей, чем у взрослых, из-за их меньшего размера.
Большинство укусов людей происходит на руках или ногах. Наиболее опасны укусы в шею, голову и кровеносные сосуды.
Укусы змей являются как результатом охоты людей на них, так и средством защиты их от людей. К факторам риска укусов относятся работа на улице незащищёнными руками, например, в сельском и лесном хозяйстве, в строительстве, а также неосведомлённость людей о существующей угрозе укусов змеями в месте работы или отдыха.
Большинство видов змей на Земле неядовито и убивает свою добычу удушением либо заглатывают живой. К ядовитым змеям, укусы которых опасны для человека, относятся змеи семейств:
- Аспиды (кобры, крайты, мамбы, тайпаны, морские змеи, морские змеи-амфибии и др.);
- Гадюковые (гадюки, щитомордники, гремучие змеи, эфы и др.);
- Шпильковые змеи;
- Ужеобразные (бумсланг, винная змея, тигровый уж и др.).

Ядовитых змей можно найти практически на всех континентах, кроме Антарктиды. Змеи, укусы которых вызывают большинство серьезных клинических проблем в мире, это: гадюки, кобры и крайты. Определить тип укусившей змеи обыкновенному человеку часто невозможно.
Всемирная организация здравоохранения заявляет, что укусы змей — это «заброшенная проблема общественного здравоохранения во многих тропических и субтропических странах».
Предотвращение укусов змей может включать в себя ношение защитной обуви, избегание мест, где живут змеи и недопущение небрежного обращения со змеями. Лечение укусов во многом зависит от типа змеи. Рекомендуется промывать рану водой с мылом и держать конечность неподвижной. Не рекомендуется разрезать рану ножом или использовать жгут. Иногда необходимо специально и длительно поддерживать дыхание человека. Рекомендуется как можно быстрее обратиться за квалифицированной медицинской помощью.
Специфическим средством для лечения интоксикации при укусе ядовитой змеи является особое противоядие — противозмеиная сыворотка. Противоядие рекомендуется использовать только при наличии риска высокого токсичноского воздействия от укуса (для предотвращения смерти), так как сами противоядия часто имеют побочные эффекты и могут быть опасны для человека. Тип необходимого противоядия зависит от вида змеи. Когда вид змеи неизвестен, противоядие часто даётся на основе типов, известных на данной территории. В некоторых регионах мира получить правильный тип противоядия сложно, и это отчасти способствует тому, что они иногда не работают. Дополнительной проблемой является стоимость этих лекарств и сложность хранения. Противоядие мало влияет на область самого укуса, поэтому для него требуется проведение дополнительных мероприятий по снижению риска инфицирования и ранозаживлению.
Число ядовитых укусов змей, которые происходят каждый год в мире, может достигать пяти миллионов. Они приводят к примерно 2,5 миллионам отравлений и от 20 000 до 125 000 смертей. Частота и тяжесть укусов сильно различаются в разных частях света. Чаще всего они встречаются в Африке, Азии и Латинской Америке, причем сельские районы страдают в большей степени. Смертность относительно ниже в Австралии, Европе и Северной Америке. Например, в Соединенных Штатах от семи до восьми тысяч человек в год бывают укушены ядовитыми змеями (примерно один из 40 тысяч человек) и около пяти человек умирают (около одной смерти на 65 миллионов человек).
Наиболее распространенным симптомом всех укусов змей является непреодолимый страх, который способствует развитию других симптомов, включая тошноту и рвоту, диарею, головокружение, обморок, тахикардию и холодную липкую кожу. Телевидение, литература и фольклор отчасти ответственны за ажиотаж вокруг укусов змей, и у людей могут возникнуть необоснованные мысли о неизбежной смерти.
В развивающихся странах большинство укусов змей встречается у тех, кто работает вне дома, например у фермеров, охотников и рыбаков. Укусы часто случаются, когда человек наступает на змею или приближается к ней слишком близко. В Соединенных Штатах и Европе укусы змей чаще всего встречаются у тех, кто держит их в качестве домашних животных.
В Соединенных Штатах более 40 процентов людей, укушенных змеёй, намеренно подвергают себя опасности, пытаясь поймать диких змей или небрежно обращаясь со своими опасными домашними животными — 40 процентов из них имели уровень алкоголя в крови 0,1 процента или более.
Также важно избегать змей, которые кажутся мёртвыми, поскольку некоторые виды на самом деле переворачиваются на спину и высовывают язык, чтобы обмануть потенциальную угрозу.
Мёртвая змея и даже отделённая голова змеи может действовать рефлекторно и способна совершить укус. Индуцированный укус может быть таким же сильным, как у живой змеи. При этом мёртвые змеи не способны регулировать количество яда, который они вводят, поэтому укус мёртвой змеи часто может быть более ядовитым и, следовательно, опасным для человека.

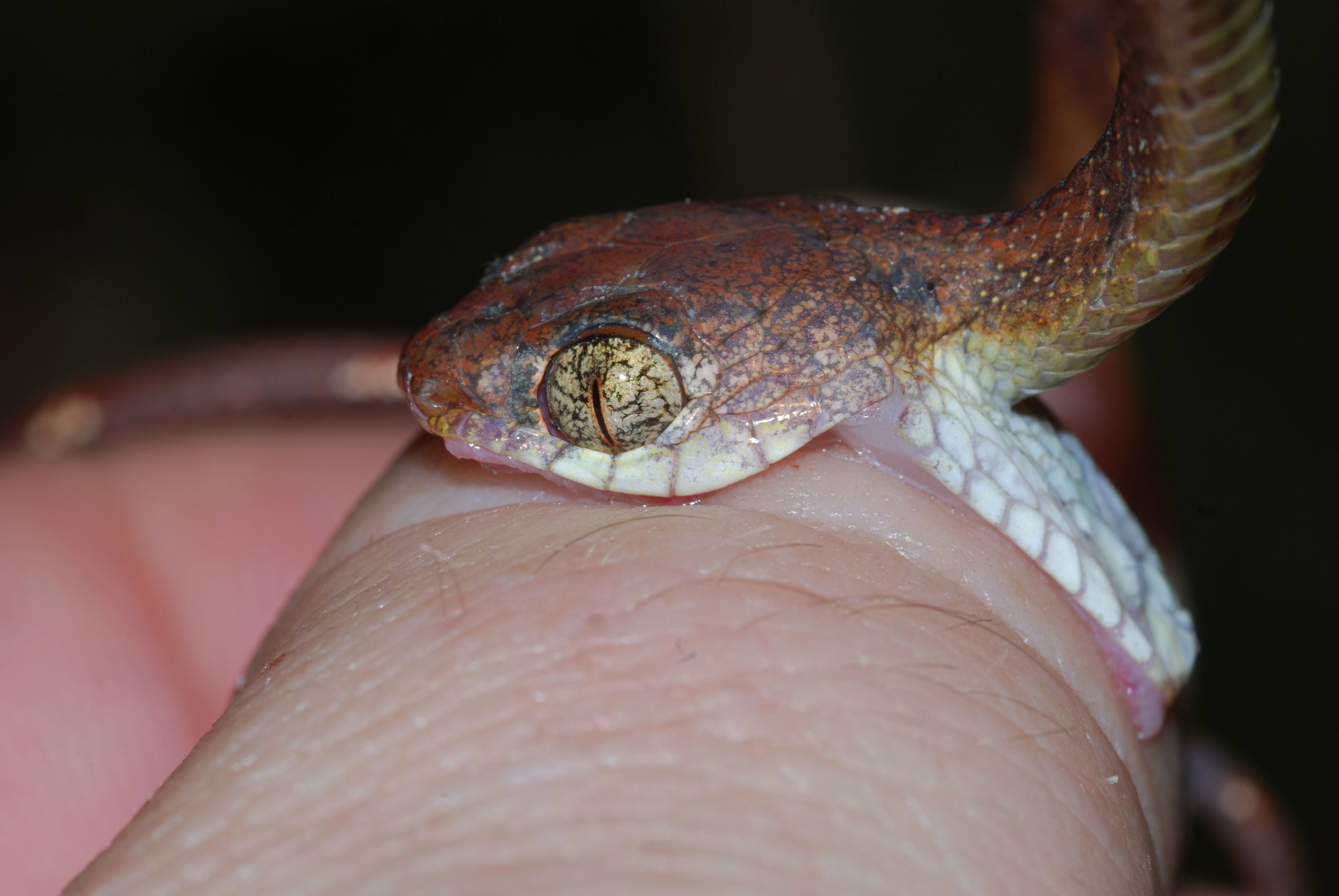
Укус за палец неядовитой белопятнистой бойги[англ.]
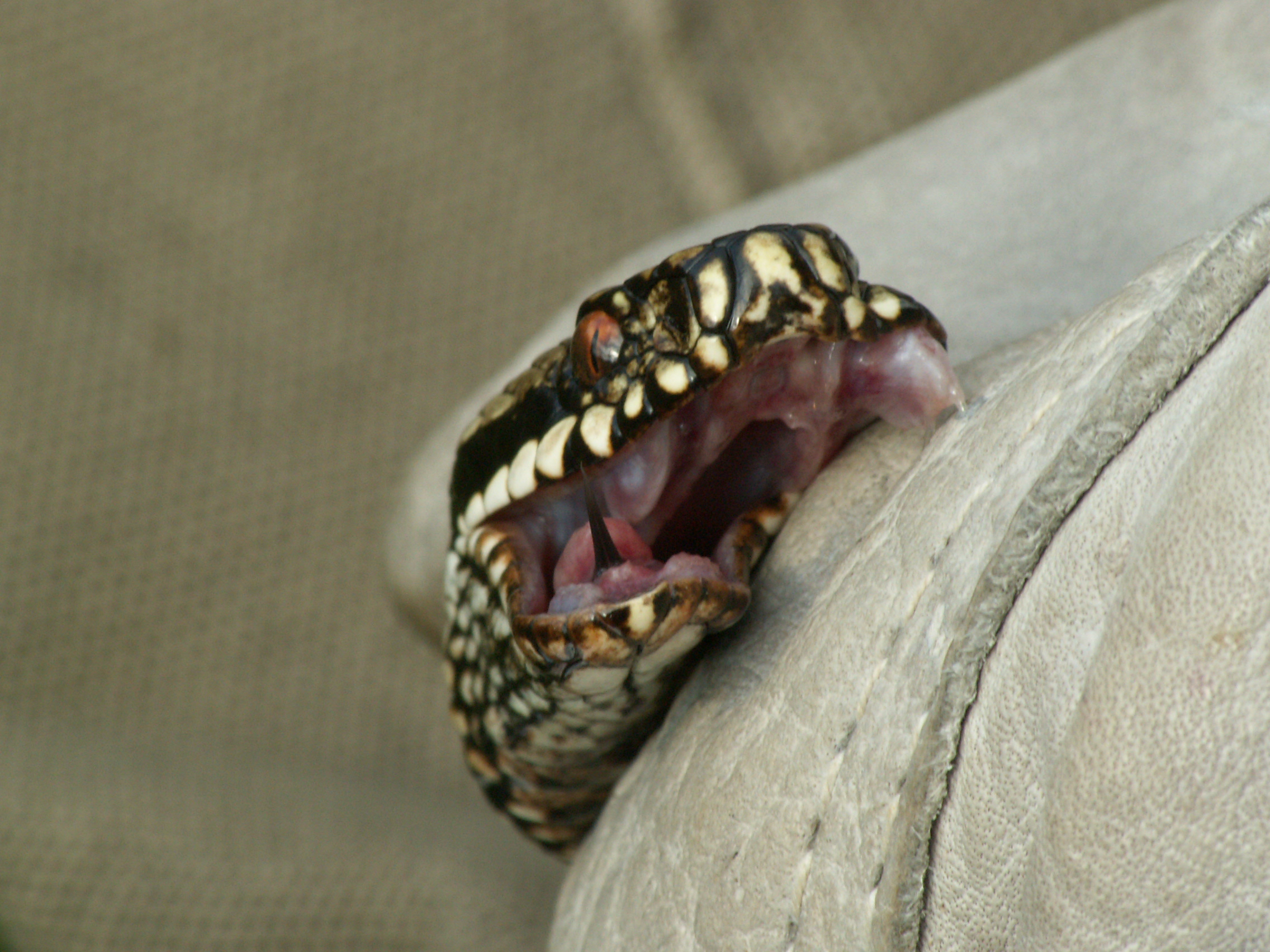
Укус обыкновенной гадюки в кожаную перчатку
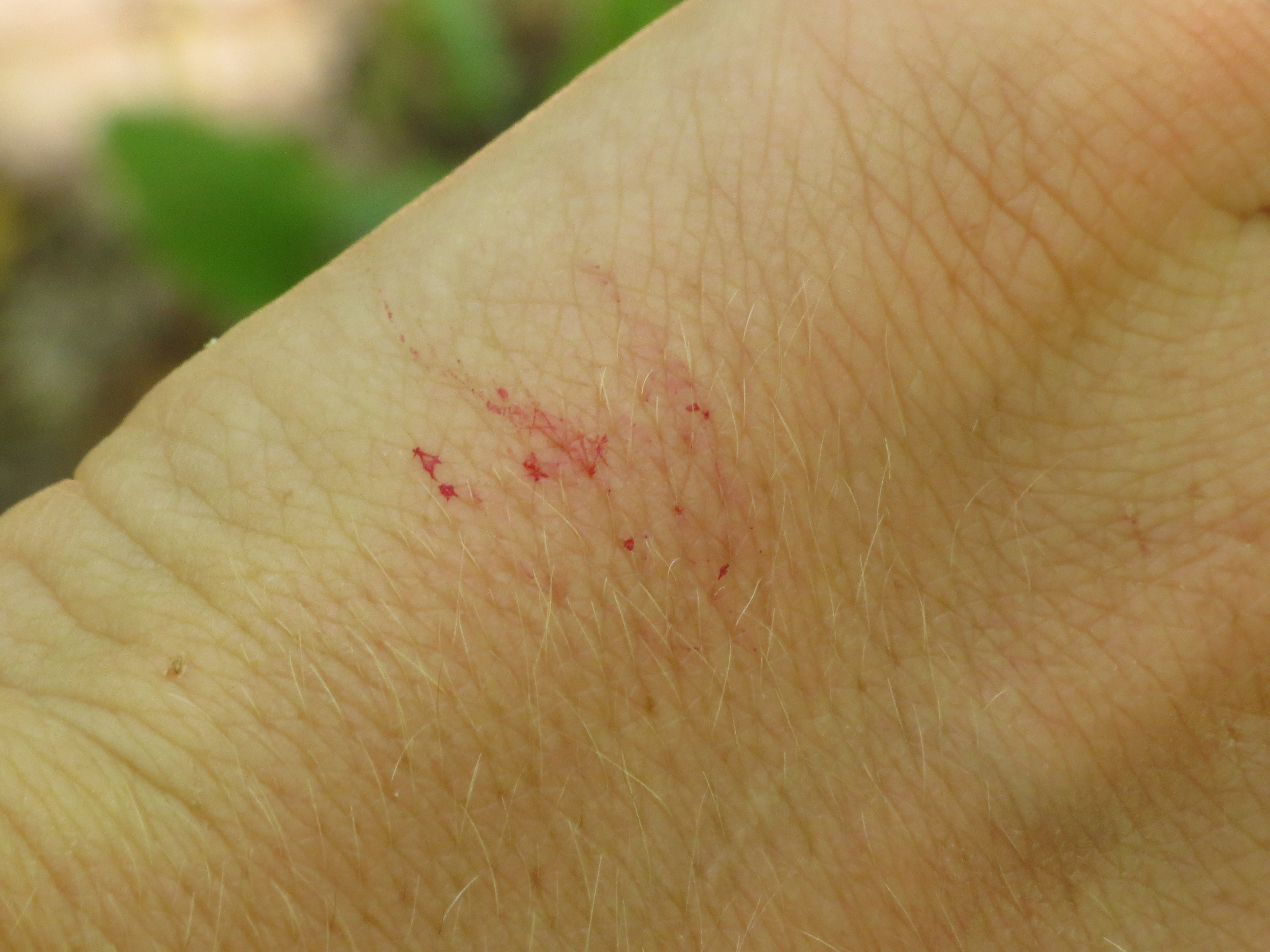
Свежий след на коже кисти от укуса змеи
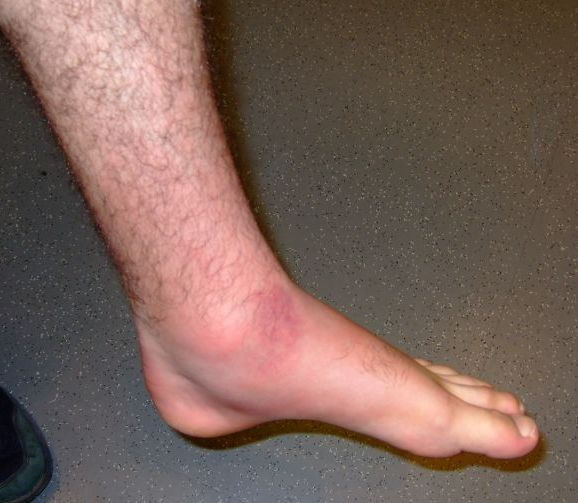
Стопа на 3-й день после укуса гадюки, отёк, геморрагии на месте укуса (без лечения)
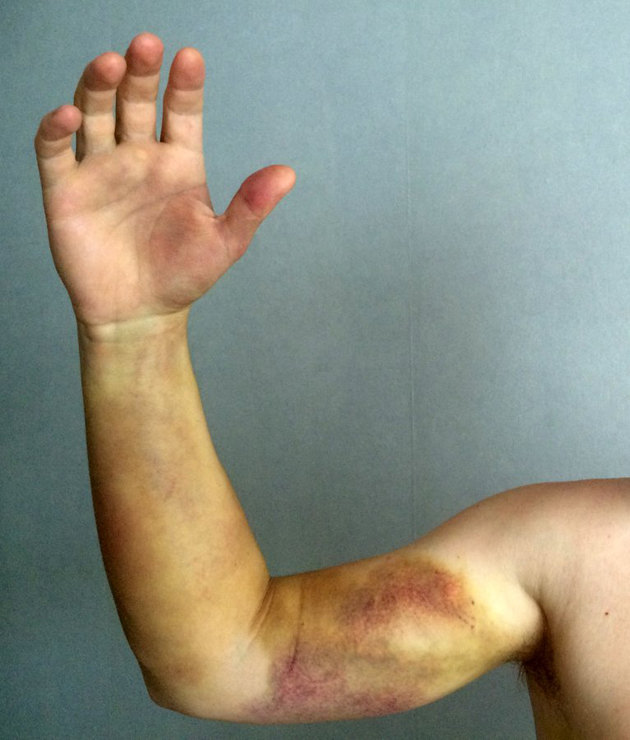
Экхимозы руки на 5-й день после укуса гадюки в большой палец кисти (с лечением)
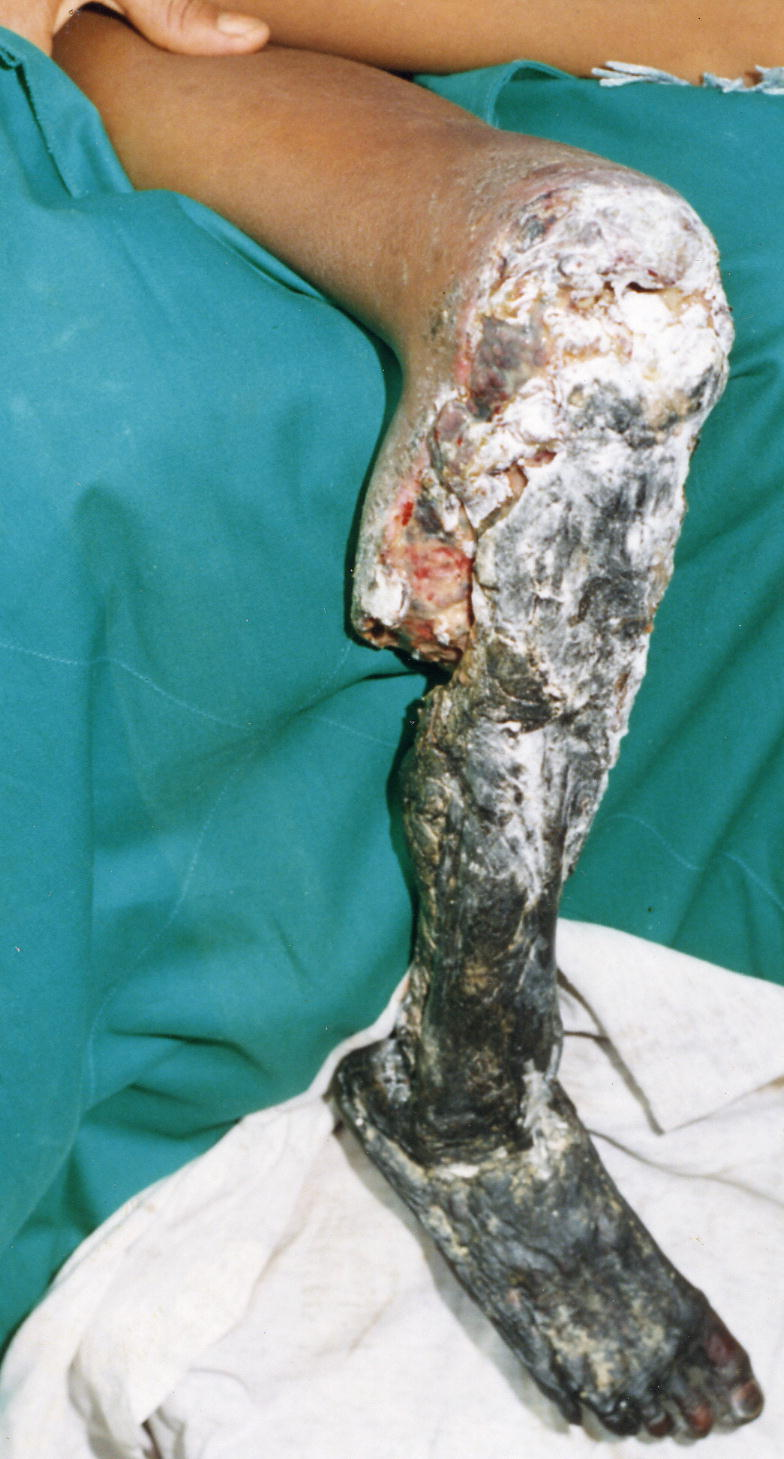
Гангрена нижней конечности подростка через 2 недели после укуса Bothrops asper[англ.] (противоядие не применялось)